# Aetholix borneensis
Aetholix borneensis là một loài bướm đêm trong họ Crambidae.